# 扬中市中医院
扬中市中医院，是中华人民共和国江苏省的一所医院，为二级甲等医院，位于扬中市三茅镇扬子东路125号。

## 规模
扬中市中医院总床位136张，日门诊量224人次。